# قشلاق قارقلي رحيم طالبي (مقاطعة بيله سوار)
قشلاق قارقلي رحیم طالبي (بالفارسية: قشلاق قارقلی رحیم طالبی) هي منطقة سكنية تقع في إيران في أردبيل. يقدر عدد سكانها بـ 26 نسمة .